# 格伦 (图林根州)
格伦（德語：Göhren）是德国图林根州的市镇，隶属于阿尔滕堡地区县。总面积为8.61平方千米，截至2023年12月31日总人口为404人。